# زنبور درخت
زنبور گندم گونه‌ای دیگر از زنبورهای زرد است. این گونه از نوع زنبورهای عصبی از خانواده Vespidae بوده که در مناطق معتدل ایران، اوراسیا و به ویژه در اروپای غربی یافت می‌شود. شایع‌ترین وقت فعالیت این زنبور بین ماه‌های خرداد تا اوایل پائیز است و در این دوره سه چهارماهه می‌توانید آنها را ببینید.

## ویژگی‌ها و زندگی
علیرغم اینکه این نوع زنبور، زنبور درخت نامیده می‌شود، ولی در شکاف‌ها و زیرزمین زندگی می‌کند و می‌تواند در مناطق شهری و روستایی پیدا شود. علائم و ویژگی‌های آن دارای نوارهای زرد و سیاه است. زنبورهای کارگر یک سیستم تعیین جنسیت دارند، زنبورهای کارگر تمام کارهای روزمره را برای ملکه انجام می‌دهند، زمانی‌که اولین کارگران به سن بلوغ می‌رسند کارهای خدماتی و انجام وظیفه مشغول می‌شوند، معمولاً تهیه خوراک از شهد گیاهان برای لاروها در لانه تهیه می‌کنند، تهیه چوب برای ساخت لانه نیز بر عهده زنبورهای کارگر است.